# Cnephaotachina danilevskyi
Cnephaotachina danilevskyi là một loài ruồi trong họ Tachinidae.